# اندیس آنومالی کاجو پایین
آنومالی کاجو پایین یک اندیس فلزی است که در حوالی شهر بیرجند استان خراسان قرار دارد و مادهٔ معدنی موجود در آن، طلا است.  